# Крол, Томас
Томас Крол (нидерл. Thomas Krol; род. 16 августа 1992 года, Девентер) — нидерландский конькобежец, чемпион и серебряный призёр зимних Олимпийских игр 2022 года, 3-кратный чемпион и 5-кратный призёр чемпионата мира, 3-кратный чемпион и 2-кратный серебряный призёр чемпионата Европы, 5-кратный чемпион и 9-кратный призёр чемпионата Нидерландов. Выступает за команду "Jumbo-Visma".

## Биография
Томас Крол начал кататься на коньках в возрасте 7-ми лет в Девентере, последовав за своей сестрой, которая уже занималась спортом. В 10 лет стал участвовать в соревнованиях в Германии, а в 2008 году впервые стал бронзовым призёром чемпионата Нидерландов среди юниоров. Через 2 года в 2010 году Томас выиграл юниорский чемпионат в многоборье и на дистанциях 1000 и 1500 м. В сезоне 2010/11 дебютировал на Кубке мира среди юниоров и на чемпионате мира среди юниоров, где выиграл золото в командной гонке.
В 2012 году он стал 2-м в многоборье и в забеге на 1500 м на чемпионате мира среди юниоров, а также 3-м в командной гонке. В 2015 году Крол занял 3-е место в забеге на 1500 м на чемпионате Нидерландов и на этапе Кубка мира в Берлине. В сезоне 2015/16 стал 2-м на дистанции 1500 м на Национальном первенстве, в Ставангере, на этапе Кубка мира занял 3-е место в забеге на 1000 м и выиграл бронзу на 1500 м на дебютном чемпионате мира на отдельных дистанциях в Коломне.
В 2016 году он порвал мышцу в паху и весь сезон 2016/17 провёл слабо, но уже в следующем сезоне вернулся на подиумы чемпионата Нидерландов и Кубка мира. В декабре 2017 года на олимпийском отборе занял 3-е место на дистанции 1000 м и 5-е на 1500 м, но не смог квалифицироваться для участия. В январе на чемпионате Европы в Коломне стал серебряным призёром в забеге на 1500 м. В феврале выиграл бронзу на чемпионате Нидерландов в спринтерском многоборье.
Сезон 2018/19 в Кубке мира Крол провёл успешно на дистанциях 1000 и 1500 м, заняв 2-е и 3-е места семь раз, и на чемпионате мира на отдельных дистанциях в Инцелле завоевал золотую медаль на дистанции 1500 м и серебряную на 1000 м. В 2020 году впервые выиграл на чемпионате Нидерландов в забегах на 1000 и 1500 м, а следом на чемпионате Европы в Херенвене также выиграл забег 1500 м и стал 2-м в забеге на 1000 м.
В марте на чемпионате мира на отдельных дистанциях в Солт-Лейк-Сити выиграл золотую медаль в командной гонке и серебряную на дистанции 1500 м. Через год вновь стал чемпионом страны на дистанциях 1000 и 1500 м, в январе 2021 года выиграл чемпионате Европы в Херенвене в спринтерском многоборье. В марте одержал победу в забеге на 1500 м на чемпионате мира на отдельных дистанциях в Херенвене и стал чемпионом на дистанции 1500 м в общем зачёте Кубка мира.
Томас начал сезон 2021/22 с победы на чемпионате Нидерландов в забеге на 1500 м и двух первых мест на Кубке мира на дистанции 1000 м. В декабре прошёл олимпийскую квалификацию на дистанциях 1000 и 1500 м. На чемпионате Европы в Херенвене выиграл забег на 1000 м и стал 2-м на 1500 м, а в феврале 2022 года на дебютных XXIV зимних Олимпийских играх в Пекине завоевал золотую медаль в забеге на 1000 м и серебряную на 1500 м.
В марте 2022 на чемпионате мира в Хамаре выиграл спринтерское многоборье и занял с партнёрами 3-е место в командном спринте. В том же месяце стал обладателем Кубка мира в общем зачёте на дистанции 1000 м. В марте 2023 года Крол участвовал на чемпионате мира на отдельных дистанциях в Херенвене, где занял 2-е место на дистанции 1000 м и 3-е на 1500 м.

## Спортивные достижения
| Год  | Чемпионат Нидерландов на отдельных дистанциях | Чемпионат Нидерландов в спринтерском многоборье | Чемпионат Нидерландов в многоборье | ЧM на отдельных дистанциях | Кубок мира            | Чемпионат мира среди юниоров                                   |
| ---- | --------------------------------------------- | ----------------------------------------------- | ---------------------------------- | -------------------------- | --------------------- | -------------------------------------------------------------- |
| 2011 | 13e 500 м 15e 1000 м                          |                                                 | 13e · (, 21e, 9e, -)               |                            |                       | 8e (6e, 10e, 3e, 9e) · 7e 1000 м · 4e 1500 м · командная гонка |
| 2012 | 13e 1000 м 15e 1500 м                         |                                                 |                                    |                            |                       | (4e, 9e, 2e, 7e) · 6e 1000 м · 1500 м · Командная гонка        |
| 2013 | 16e 500 м 12e 1000 м 4e 1500 м                | 15e (19e, 12e, 20e, 13e)                        | 11e · (, 19e, 6e, -)               |                            | 28e 1500 м            |                                                                |
| 2014 | 14e 500 м 9e 1000 м 9e 1500 м                 | 20e · (22e, , 12e, 8e)                          |                                    |                            | 31e 1000 м 36e 1500 м |                                                                |
| 2015 | 12e 500 м · 9e 1000 м · 1500 м                | 9e (14e, 6e, 14e, 7e)                           |                                    |                            | 8e 1500 м             |                                                                |
| 2016 | DNF 500 м · 4e 1000 м · 1500 м                | 7e · (12e, , 13e, 6e)                           |                                    | 1500 м                     |                       |                                                                |

## Награды
- 2016 год - назван спортсменом года среди мужчин в Девентере.
- 2019 год - введён в Зал славы Девентера.
- 2022 год - назван конькобежцем года среди мужчин в сезоне 2021/22 Королевской федерацией конькобежного спорта Нидерландов.

## Личная жизнь
Томас Крол окончил Амстердамский университет в области Авиационных исследовании. Планирует завершить карьеру конькобежца после зимних Олимпийских игр 2026 года в Милан-Кортине, а затем поступить в Академию пилотирования голландской авиакомпании KLM. Увлекается моделированием полетов, видеоиграми. Он любитель велоспорта и проводит лето, катаясь по горам в Европе. Его отец Хенк владеет компанией по организации велосипедных путешествий и помогает ему планировать велосипедные маршруты, по которым он будет ездить каждый год. Томас раннее встречался с Яде ван дер Молен, а в настоящее время живёт в Херенвене в паре с конькобежкой Рамоной Вестерхейс, которая участвовала в соревнованиях на национальном уровне и на Всемирных играх роллеров 2019 года в Барселоне.